# Антверпенский голубь

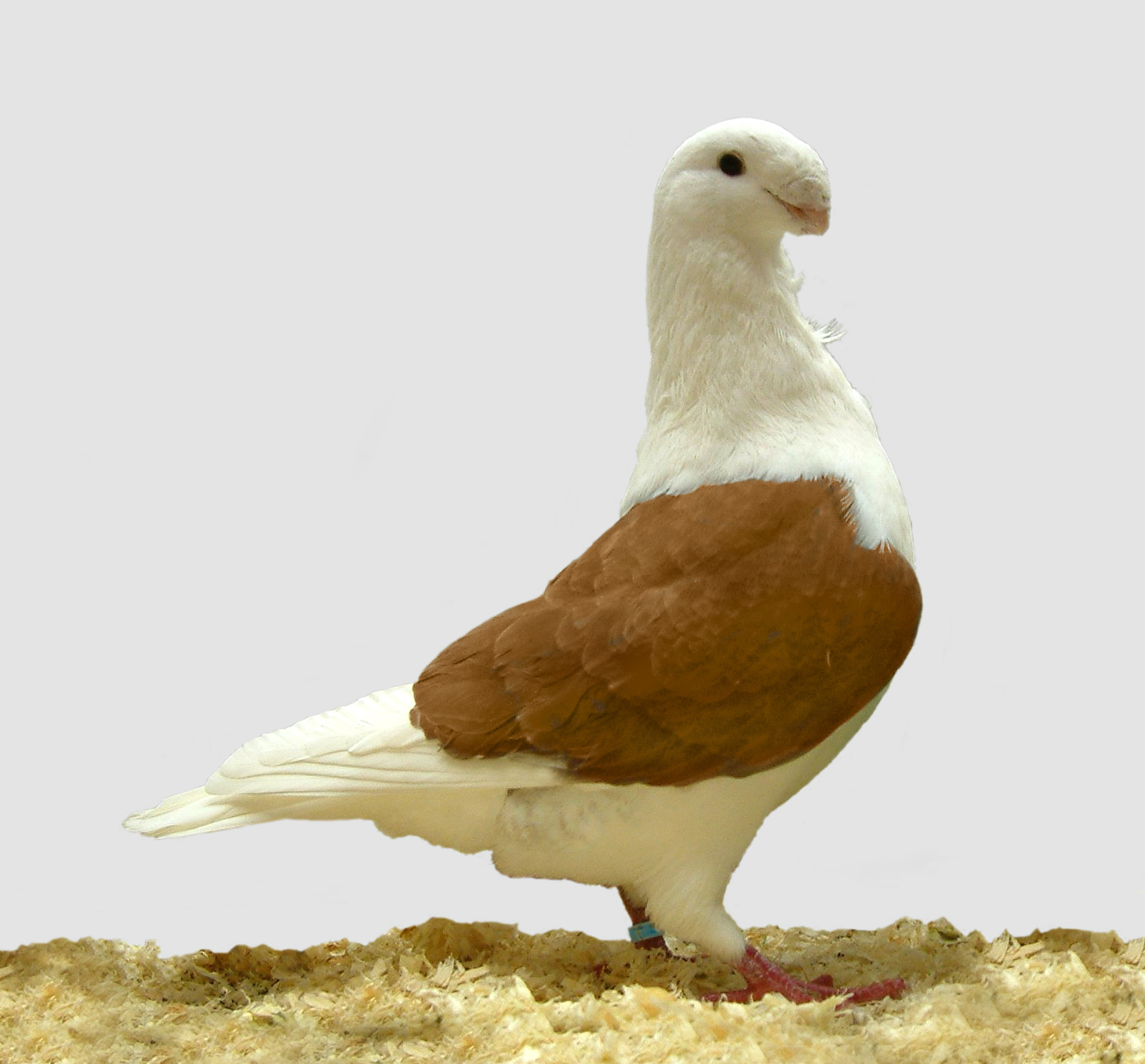
Желтый антверпенский голубь

Антверпенский голубь (нем. Antwerpener Smerle) — порода голубей, выведенная около XIX столетия в бельгийском городе Антверпен, откуда и пошло название породы.
Голуби этой породы относятся к группе чайки. Антверпенский голубь выведен путём скрещивания чайки турбитом и выставочным антверпенским, утончение породы проводилось с помощью немецких выставочных голубей.Антверпенский выставочный очень похож на антверпенского , но у него больше окрасов (54 окраса , у антверпенского 18),размер кольца больше (10 мм вместо 9 мм) .

## Описание породы
Европейский стандарт № 701
- Происхождение: Существующая на протяжении несколько веков старая бельгийская порода. Она была модернизирована, особенно сильно в 19-м веке, с использованием турбитов, сов и выставочных антверпенских, а в последнее время и немецких красивых гомеров.
- Общее впечатление: Тяжелые, округлые голуби с горизонтальной стойкой. Голова стройная, плавно округлая. Грудь довольно глубокая, оборка хорошо развита. Живой темперамент.
- Голова: Мощная. При взгляде в профиль образует непрерывную, не слишком изогнутую линию от кончика клюва к шее. При взгляде сверху очень полная между клювом и глазами (без провалов) и широкая между глазами.
- Глаза: Темные. Веки тонкие и бледные.
- Клюв: Мощный, почти средней длины и розовый. Линия смыкания клюва должна проходить через центр глаз. Восковица должна быть небольшой, иметь нежную структуру.
- Шея: Средней длины. Мощная у плеч. С вырезанным горлом, без подбородка, с хорошо развитой оборкой.
- Грудь: Широкая, полная и выпуклая.
- Спина: Широкая, плоская, только слегка наклонная.
- Крылья: Близко прилегающие к телу, покрывают спину.
- Хвост: Узкий, расположен горизонтально.
- Ноги: Средней длины. Голени и пальцы неоперённые. Когти телесного цвета.
- Оперение: Короткое и плотно прилегающее.
- Цвет: Черный, серовато-коричневый цвет, красный, желтый, синий с черными поясами, бледно-синий с темными поясами, пепельно-красный, пепельно-жёлтый, синий чеканный, бледно-синий чеканный, пепельно-красный чеканный и пепельно-жёлтый чеканный.     Белый с Той-рисунком: черный, серовато-коричневый, красный, желтый, синий и бледно-синий.
- Рисунок: Тело белое. Окрашены только щитки крыльев, включая вторичные маховые перья, 7-12 перьев разлётов белые.
- Недостатки: Слишком тонкая или грубая фигура. Ломаная линия выреза между клювом и шеей. Слишком большая восковица. Плоская голова. Слишком мощная шея. Неправильный цвет глаз и век. Длинный, короткий или прямой клюв. Подбородок. Отсутствие оборки. Вислые крылья. Оперённые ноги. Цветные перья среди белых или белые перья на цветных щитках крыльев. Сильно окрашенные бедра. Более 12 или меньше 7 белых перьев в разлёте или цветные перья между ними.
- Оценка: Общее впечатление - Форма головы, включая клюв - Телосложение и Стойка - Оборка - Рисунок - Цвет.
- Размер кольца: 09